# Стара Ушиця
Стара́ У́шиця (колишня Ушиця) — селище в Україні, центр Староушицької селищної  громади Кам'янець-Подільського району Хмельницької області. Засноване в 1144 році, статус селища міського типу набуло у 1979 році.

## Назва
Cтародавня столиця Пониззя — містечко Ушиця було перейменоване у 1829 році, через присвоєння містечку Літнівці назви Нова Ушиця. Колишній центр повіту стали іменувати Стара Ушиця.

## Географічне розташування
Селище розташоване на території національного природного парку «Подільські Товтри», на місці впадіння річки Ушиця в Дністер, за 56 кілометрів від залізничної станції Кам'янець-Подільський на лінії Ярмолинці — Ларга.

### Клімат
Стара Ушиця розташована в межах вологого континентального клімату з теплим літом, у так званому «теплому Поділлі», у цій місцевості весна настає на два тижні раніше, але діяльність людини досить часто призводить до екоциду, поганих змін та глобального потепління[джерело?]. Рівень наповнення річок водою в області становить лише 20 % від необхідного стандарту, і значна частина земної поверхні стає посушливою. Для покращення ситуації необхідно проводити ревайлдинг, відновлювати екосистеми та лісові насадження вздовж річок.

## Історія
Теребовлянське князівство XI–1141

Перша письмова згадка - 1144 

 Галицьке князівство 1141–1199

 Галицько-Волинське князівство 1199–1240

 Золота Орда 1240–1299

 Галицько-Волинське князівство 1299–1323

 Велике князівство Литовське 1362–1434

 Королівство Польське 1434–1569                                                                                                                                    

 Річ Посполита 1569–1672                                                                                                                              

 Османська імперія 1672–1699                                                                                                                

 Річ Посполита 1699–1793                                                                                                                              

 Російська імперія 1793–1914

 УНР/ЗУНР 1917–1920

 СРСР окупація, (Українська РСР) 1920–1941

 Третій Рейх окупація 1941–1944

 СРСР окупація, (Українська РСР) 1944–1991

 Україна 1991

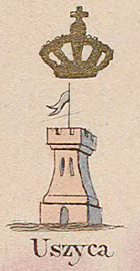
(Стара) Ушиця на мапі Зигмунда Герстмана

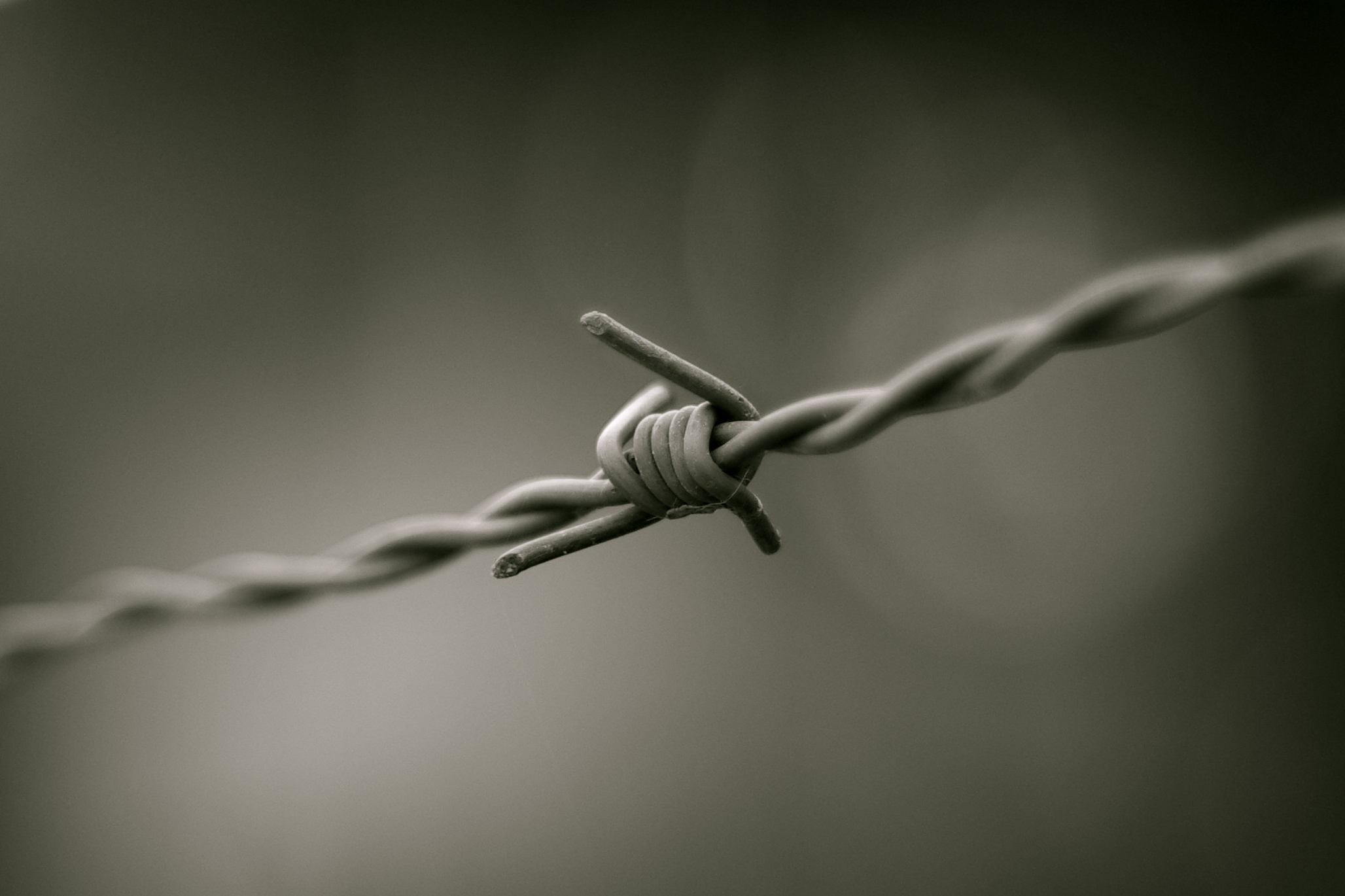
[http://www.reabit.org.ua/nbr/?st=3®ion=&ss=Рудківці&logic=or&f1_type=begins&f1_str=&f2_type=begins&f2_str=&f3_type=begins&f3_str=&f4_from=&f4_till=&f7%5B%5D=all&f14%5B%5D=all#list Національний банк репресованих

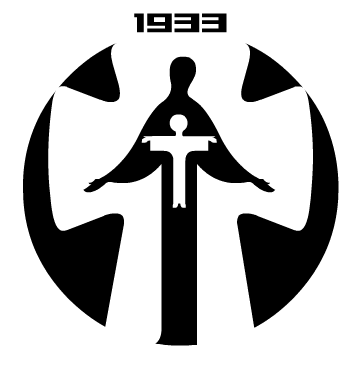
[https://victimsholodomor.org.ua/khmelnytsky/easytable/25-peoples-new.html?start=300 Список жертв Голодомору, Хмельницька область

Стара Ушиця вперше згадується в літописах від 1144 р. На той час Пониззя входило до складу Галицького князівства, яке об'єдналось під владою князя Володимира Володаровича. Володимир Володарович виявив бажання утвердитися на півдні Русі, у зв'язку з чим розпочав суперництво з київським князем Всеволодом Ольговичем. Князь Всеволод висунувся з військом на Галицьке князівство до Львова, а один з його союзників, князь Ізяслав Давидович, з половцями захопив містечко Ушиця. Ушиця згадується вдруге через 15 років у розповіді про боротьбу відомого князя Ярослава Осмомисла зі своїм двоюрідним братом Іваном Ростиславичем «Берладником», який мав невеликий наділ у тих місцях. Із вищезгаданих літописних свідчень видно, що в XII столітті Ушиця була значним укріпленим містом Галицького Пониззя.
Населений пункт знову з'являється у документах XV століття: 3 жовтня 1436 року він був наданий королем Ягайлом деякому Іоанну Слабосію за 40 гривень у неповну власність. Ушицю вважали королівським наділом протягом чотирьох поколінь. Власниками у XVI столітті були Карачевські та Яцимирські. Пізніше Ушиця стала королівським держанням під назвою окремого Ушицького староства. Наприкінці XVII століття містечко перебувало під владою турків-османів, існують свідчення про участь жителів у повстанні 1702 року.
Після захоплення Поділля Російською імперією, Ушицьке староство разом із Бакотським було надане Катериною II волинському губернатору Сергію Шереметьєву. Проте, до Шереметьєва відійшли лише землі околичних сіл та поселень, саме ж містечко не увійшло до складу пожалування, оскільки наказом 6 липня 1795 року Ушицю оголошено повітовим містом, і її землі стали власністю міської громади. Через деякий час розміщення повітового міста Ушиці на краю повіту було визнане незручним, і у 1826 році, згідно з клопотанням дворян, повітовим стало містечко Літнівці, якому присвоєння згодом йому назви Нова Ушиця. Колишній центр повіту став іменуватися Старою Ушицею.
У період з 1826 по 1923 роки Ушиця мала статус міста. У 1923 році була знову переведена до розряду сіл.
Селяни звільнили від кріпосного права в 1861 році. На честь цієї події в багатьох селах Поділля на в'їздах встановлювали пам'ятні фігури, такі збереглися в селах: Нігин, Черче. Ця традиція помалу відновлюється, встановлюються статуї Божої Матері чи інші фігури.
У 1863 року мешканці Ушиці втратили можливість користуватися рідною мовою, було видано таємне розпорядження — Валуєвський циркуляр, що наказував призупинити видання значної частини книг, написаних українською мовою, а згодом його доповнили Емським указом.
Радянська окупація принесла колективізацію та розкуркулення, мешканці селища зазнали репресій.
За новим адміністративним поділом селище Стара Ушиця з 1923 по 1959 рік було районним центром, який називався Староушицьким. У 1931 році до складу Староушицького району приєднано Китай-Городський район. У липні 1934 року Староушицький район розширено, а 23 вересня 1959 році район ліквідовано і включено до складу Кам'янець-Подільського району. У червні 1923 року в Старій Ушиці утворено райком Комуністичної партії.
Під час організованого радянською владою Голодомору 1932—1933 років померло щонайменше 78 жителів селища.
7 липня 1941 року селище було зайняте німецькими військами, і було розстріляно близько 700 чоловік (у 1939 році в Старій Ушиці проживало 4,5 тис. жителів), на каторжні роботи вивезено 130 юнаків і дівчат. 29 березня 1944 року 237-ма стрілецька дивізія 380-ї армії Першого українського фронту вибила німецькі частини зі Старої Ушиці. Воїнів, що загинули в бою за село, з військовими почестями поховано в братській могилі у сільському сквері.
З 1961 року почались розробки покладів бентонітових глин для нафтопереробної і фаянсової промисловості.
У зв'язку зі спорудженням Новодністровської гідроакумулюючої станції і створенням Дністровського водосховища у 1977—1979 роках селище було перенесено на нове місце, за 5 км, у новозбудоване селище Стара Ушиця (1980 p.) в межах округу Придністровської височини Ушицького геоморфологічного району. Колишнє село було повністю затоплене в 1980 році. З 1980 року селу Старі Ушиці надано статус селища міського типу.
З 1991 року у складі незалежної України.
7 вересня 2017 року шляхом об'єднання сільських рад селище стало адміністративним центром — Староушицької селищної громади. Об'єднання в громаду має створити умови для формування ефективної та відповідальної місцевої влади, яка зможе забезпечити комфортне та безпечне середовище для проживання людей.

### Староушицьке городище
Городище знаходиться на південно-західній околиці селища. Воно займало трикутний мис, обмежений з південного сходу обривом до Дністра, а з північного-сходу і південного заходу — ярами. З заходу та північного заходу по краях городища знаходилися залишки валу завдовжки 50 м, завширшки до 30 м.
Під час розкопок було виявлено житлові будівлі напівземлянкового та наземного типу. Усередині жител знаходилися глиняні печі і залишки різноманітного начиння. У вцілілій частині валу виявлено близько двадцяти клітей розмірами 3,2×1-2,6 м та городен. Культурний шар городища становив в середньому 80-40 см навколо валу, а в центральній частині майданчика він становив 25-40 см. Як показали розкопки, центральна площа городища була заселена частково і використовувалася головним чином для військово-оборонних цілей. Археологічний матеріал дає підставу датувати дане городище XII—XIII ст. Староушицьке городище належить до типу сторожових укріплень.

### Церковне життя
Перша згадка про існування церкви сягає XVI ст. У XVIII ст. тут діяла греко-католицька Миколаївська церква. У 1720 р. було збудовано дерев'яний триверхий храм, з опасанням. Згорів у 1784 р. Нова церква збудована у 1784—1793 рр. на старому місці. Нині відсутня.
Також тут знаходився костел св. Трійці. Костел кам'яний, заснований буцімто в 14 ст. Новий дерев'яний костел збудовано в 1742 р. Він згорів в 1790 р. Кам'яний костел почали будувати в 1816 р. Парафія діяла в 1850 р.
17 травня 2015 року у Старій Ушиці відбулося освячення храму Перенесення мощів святого Миколая. Освячення здійснив владика Василь (Семенюк), Архієпископ і Митрополит Тернопільсько-Зборівський.

## Населення
Населення у 1892 році становило 4448 осіб (2180 чоловіків / 2268 жінок).
Населення становить 1927 мешканців у 2025 році.

### Мова

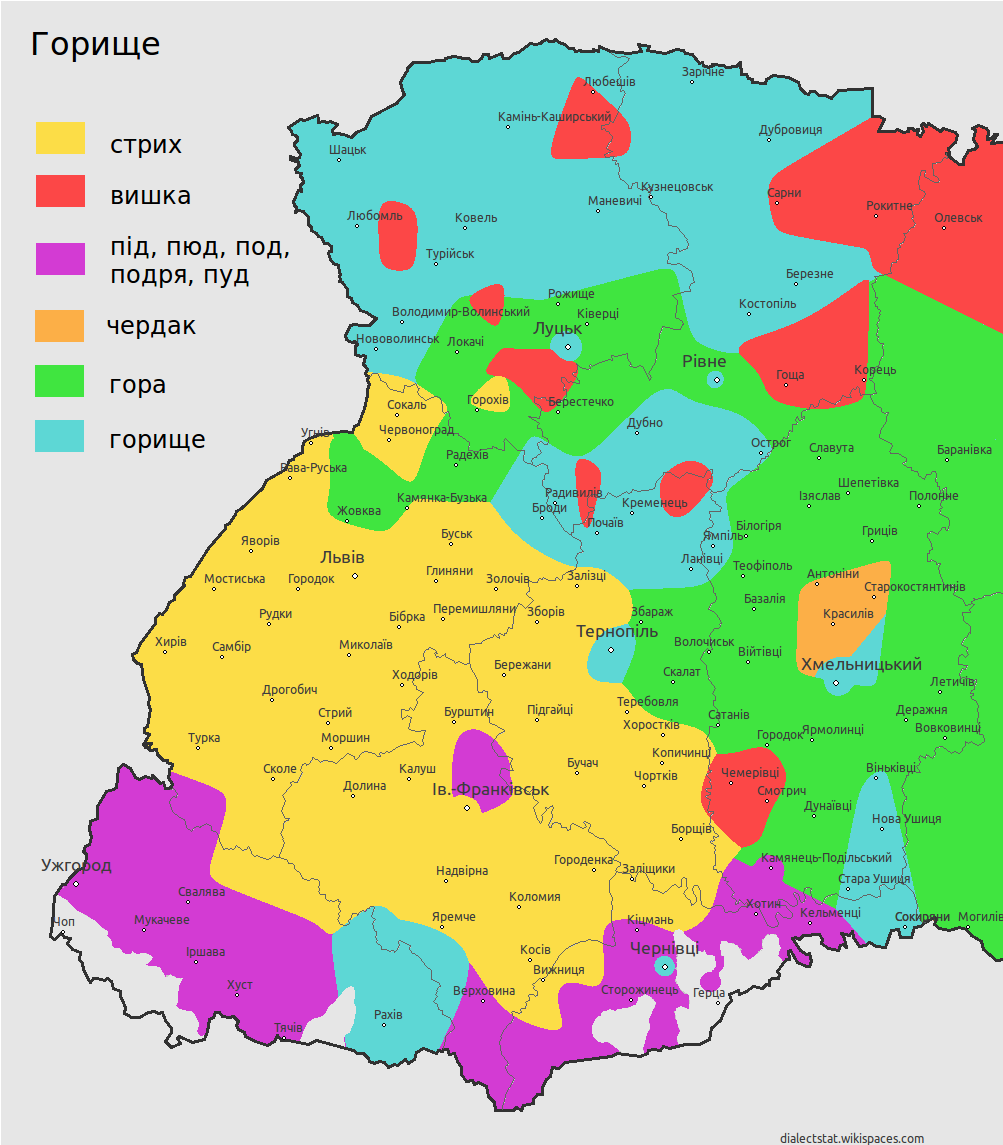
Селищі Стара Ушиця поширений такий діалект слова «горище»: гора

У селищі Стара Ушиця поширений такий діалект слова «горище»: гора.
У селищі поширені західноподільська та південноподільська говірки, що відносяться до подільського говору, який відноситься до південно-західного наріччя.
Розподіл населення за рідною мовою за даними перепису 2001 року:
| Мова       | Відсоток |
| ---------- | -------- |
| українська | 97,95 %  |
| російська  | 1,77 %   |
| молдовська | 0,16 %   |

## Міський герб
Герб російського періоду затверджений 22 січня 1796 року. У горішній частині перетятого щита — герб Подільський; у долішній — в срібному полі шість сукупно розташованих гір, на середній з яких встановлений чотирикінцевий червоний хрест.

## Пам'ятки
- Національний природний парк «Подільські Товтри».
- Староушицький заказник — ландшафтний заказник місцевого значення.

## Персоналії

### Народились
- Бец Олексій Давидович — подільський композитор, заслужений працівник культури України.
- Замбриборщ Федір Сергійович — доктор біологічних наук, професор.
- Кадученко Йосип Андріянович — командир танкового батальйону, майор, Герой Радянського Союзу.
- Ланда Наум Мойсейович — російський філософ, кандидат філософських наук (1972), заслужений працівник культури Російської Федерації.
- Ліщинський Володимир Сергійович (нар. 26.05.1935, с. Стара Ушиця. — пом. 26.06.2016, м. Чернівці) — командир атомного підводного човна К-162 (відомий у світі підводників, як «Золота рибка» та «вбивця авіаносців»). Капітан 1-го рангу.
- Первомайський Борис Якович (6 вересня 1916, Стара Ушиця — 23 вересня 1985, Київ) — український психіатр, доктор медичних наук (1959), професор.
- Татаринцева Ольга Олексіївна (* 1967) — російська художниця.
- Яровий Яків Павлович — білоруський композитор та диригент українського походження, заслужений артист Білоруської РСР (1970).
- Білецький Ігор Вікентійович — український живописець, художник театру.
- Єрменчук Петро Петрович — відмінник освіти України, заслужений вчитель України.
- Зеленчонок Максим Ігорович — Герой України, учасник російсько-української війни[7].
- Фартушняк Анатолій Кіндратович — український історик, громадський діяч, деканом факультету громадських професій.
- Зейлік Хаїмович Горбач — єврей, батько Сари Горбі, родом з міста Стара Ушиця.
- Паустовський Борис Гаврилович — батько Галини Сафронової-Паустовської, інженер-будівельник, військовий інженер, учасник обох світових війн, родом з міста Стара Ушиця.

### Проживали, перебували
- Алмазів Олекса Дмитрович — український військовий і громадський діяч, генерал-хорунжий Армії УНР. Учасник Першого зимового походу армії УНР. 1920 року брав участь у боях за Ушицю.
- Іван Берладник — син Ростислава Володаревича, князь звенигородський. 6-тисячним військом обложив головне місто Галицького Пониззя — Ушицю, але, незважаючи на підтримку місцевого населення, зазнав поразки.
- Покотило Іван Васильович — український журналіст, поет. Закінчив середню школу в Старій Ушиці.
- Кушнір Веніамін Володимирович — український художник, викладач, громадський діяч правозахисного руху, у 1965 році — подорожував Поділлям і Карпатами, зробив серію пейзажів «Стара Ушиця».
- Горбняк Тарас Васильович — письменник-краєзнавець, член Національної спілки краєзнавців України (2004), академік Академії соціального управління (2016), голова громадської організації «Бакота». Упродовж 1979—2000 років працював на інженерних посадах у радгоспі лікарських рослин Старій Ушиці та Руді.

## Галерея

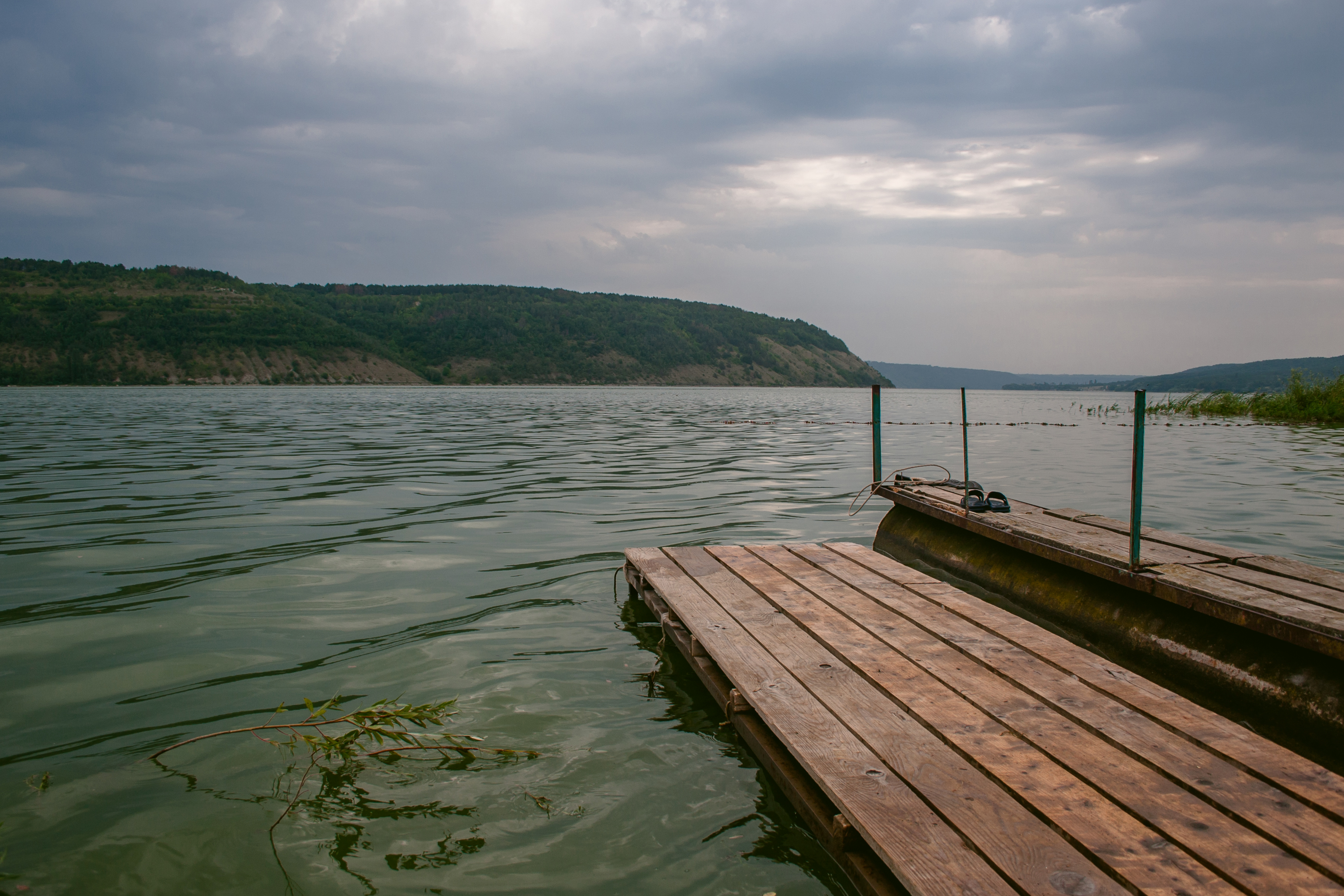
Річка Ушиця
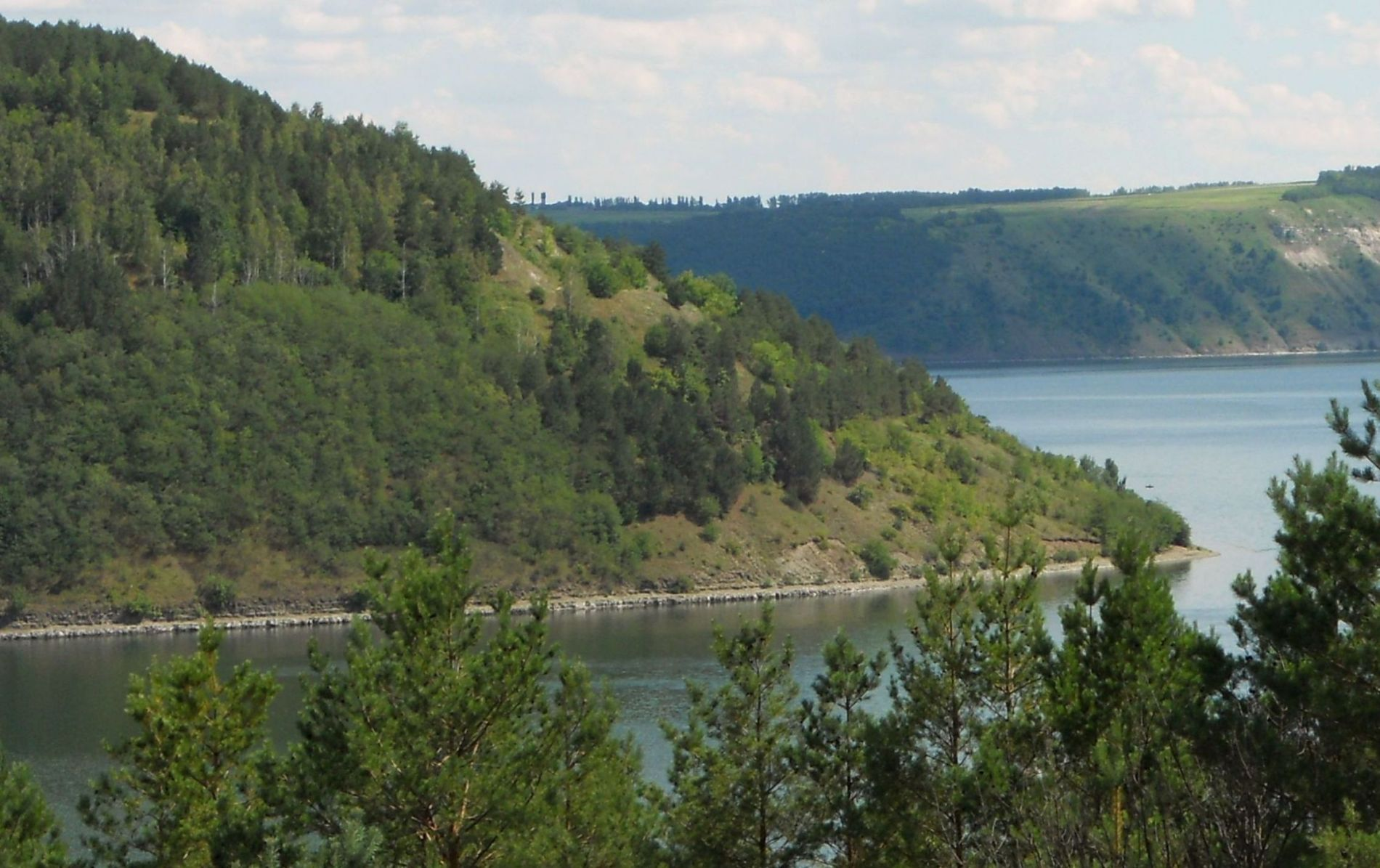
Дністер
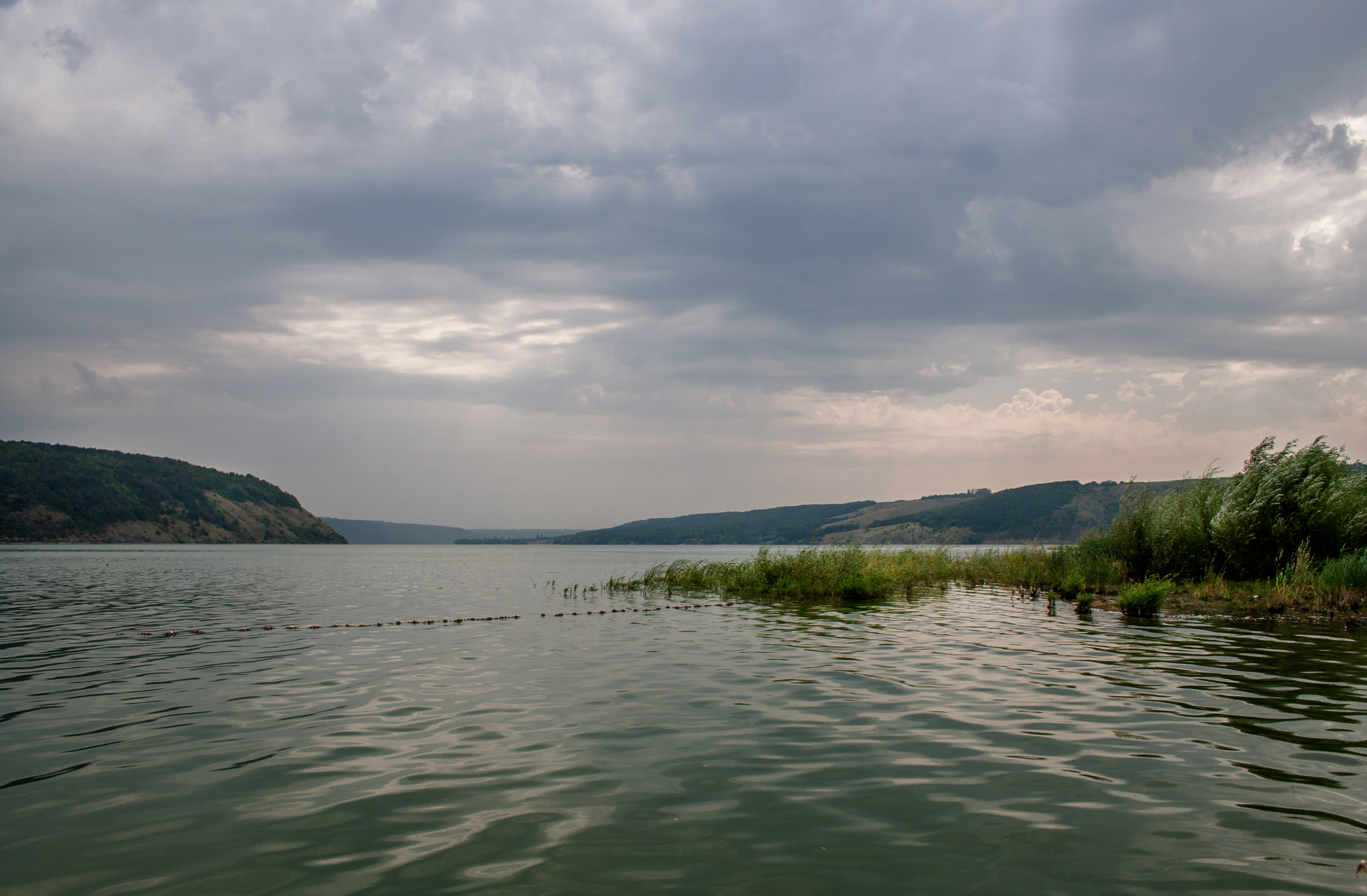
Берег Дністра в непогоду
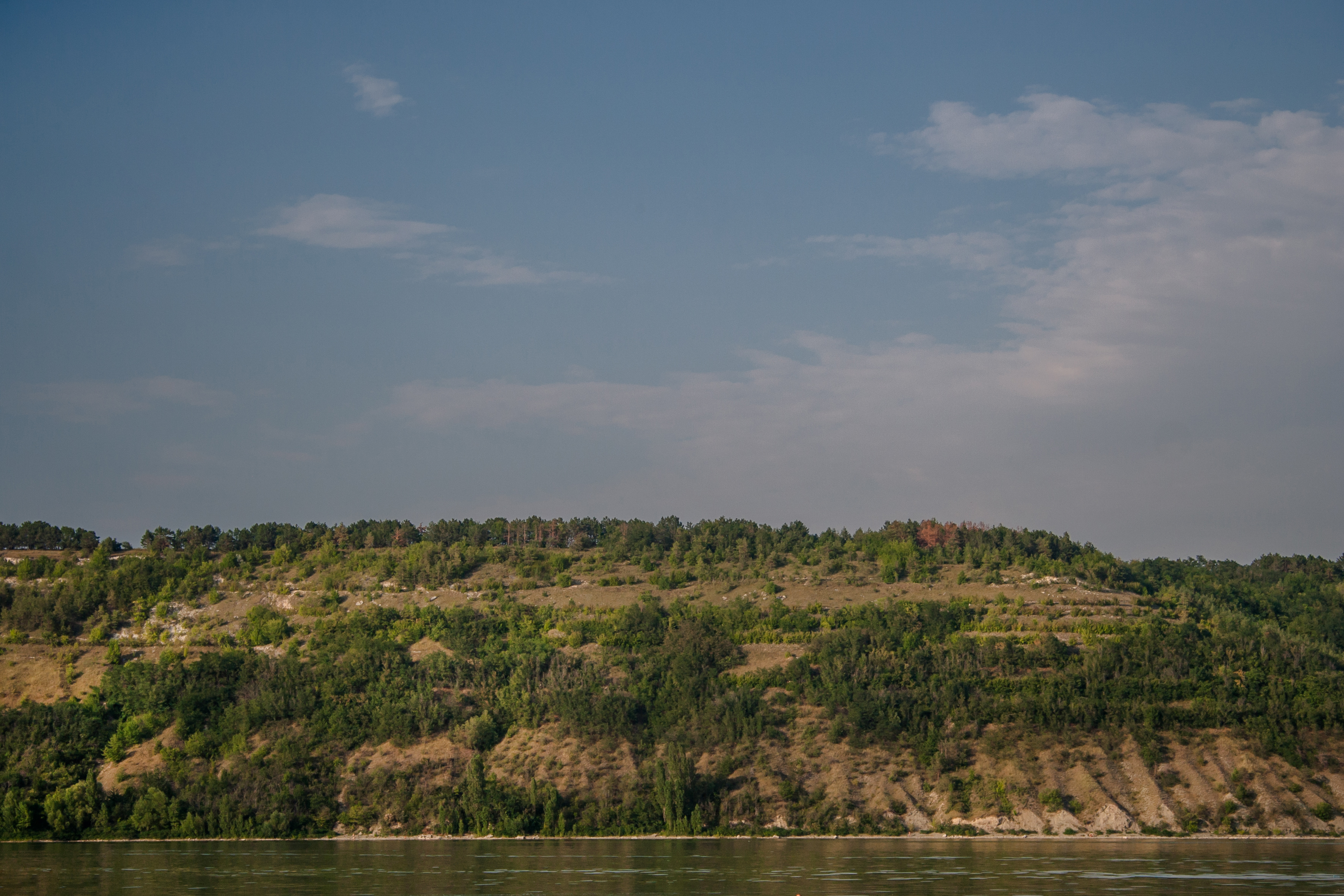
Інший берег Дністра біля Старої Ушиці
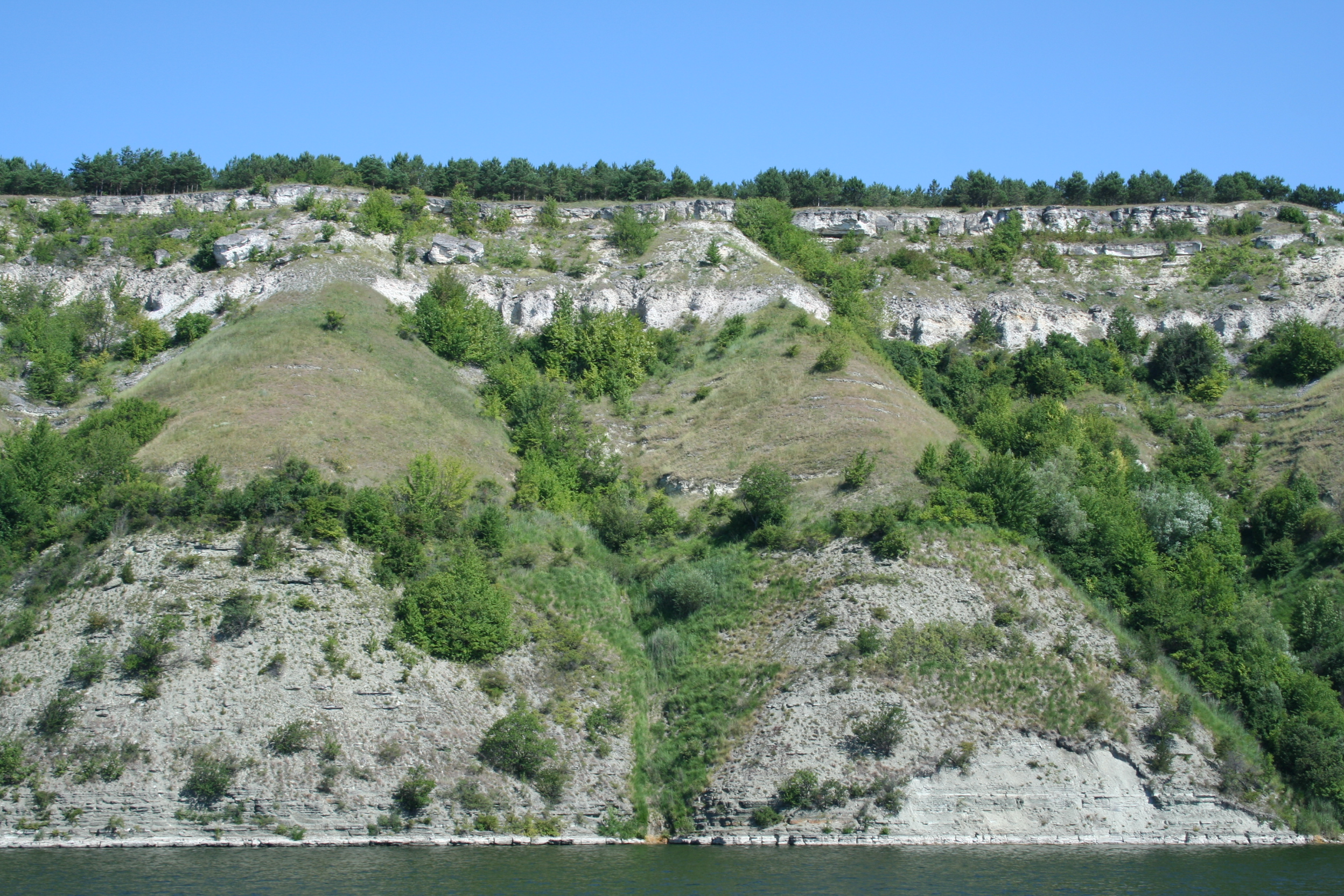
Подільські Товтри, Стара Ушиця
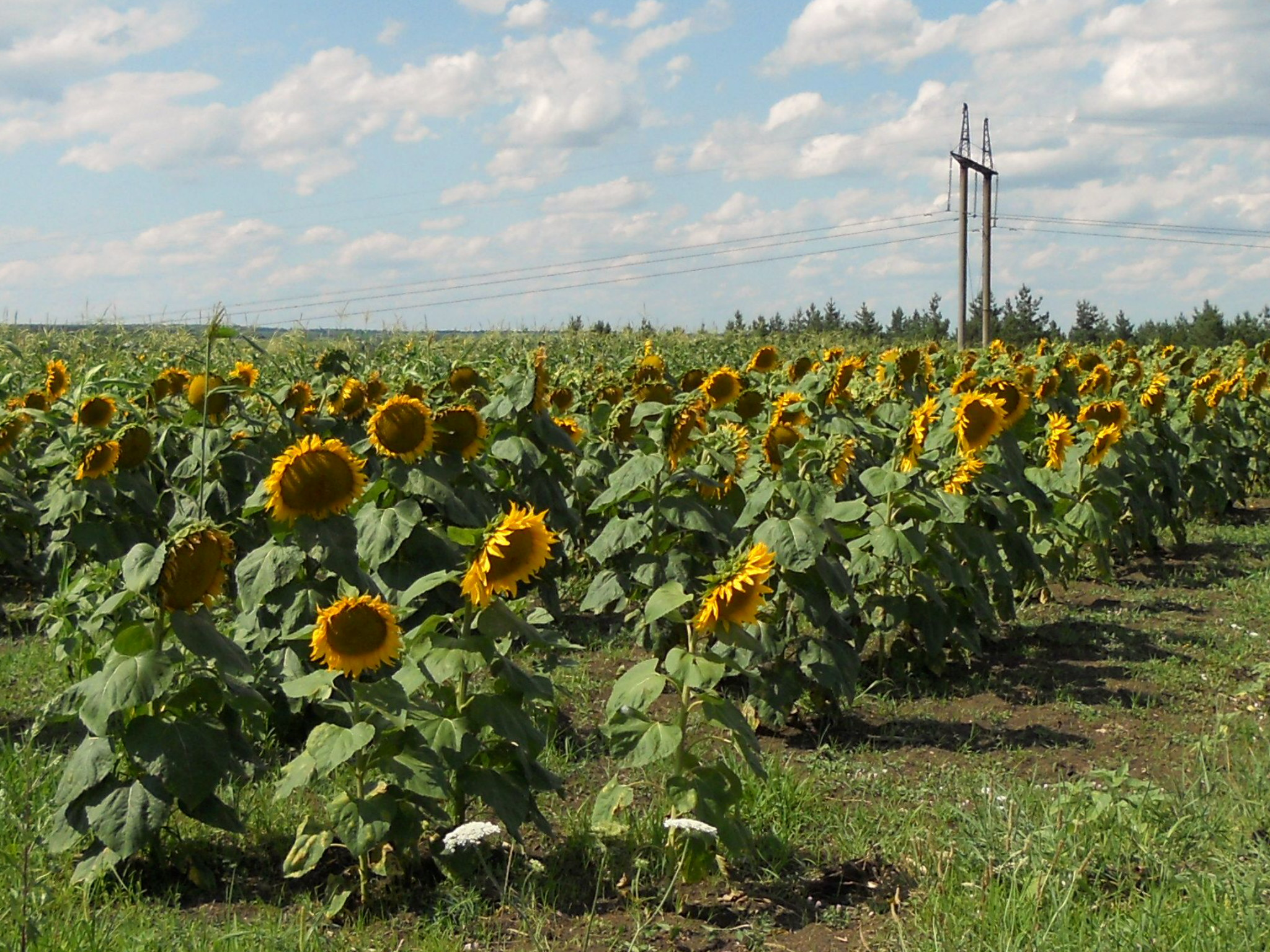
Поле за селом
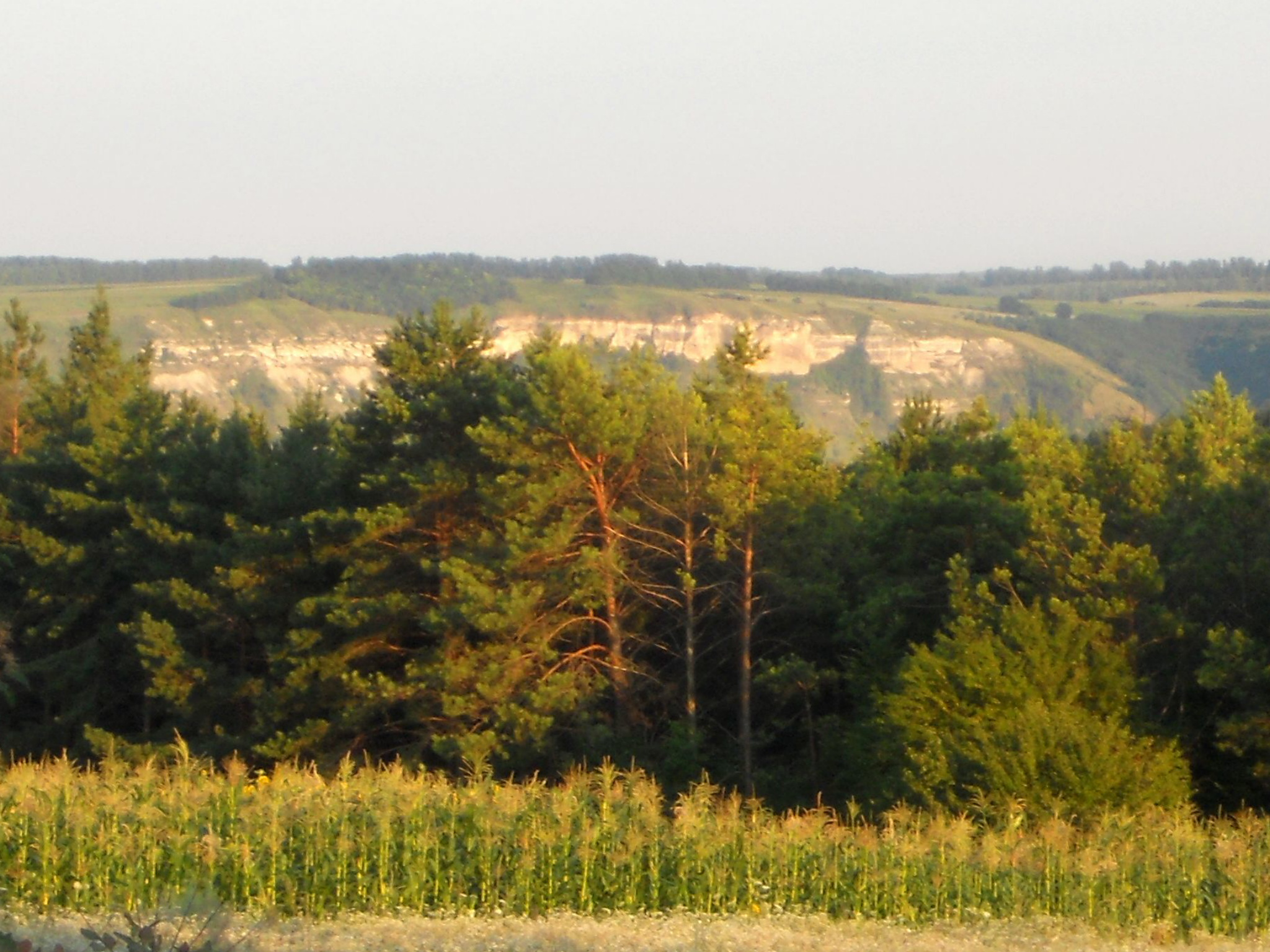
Ліс
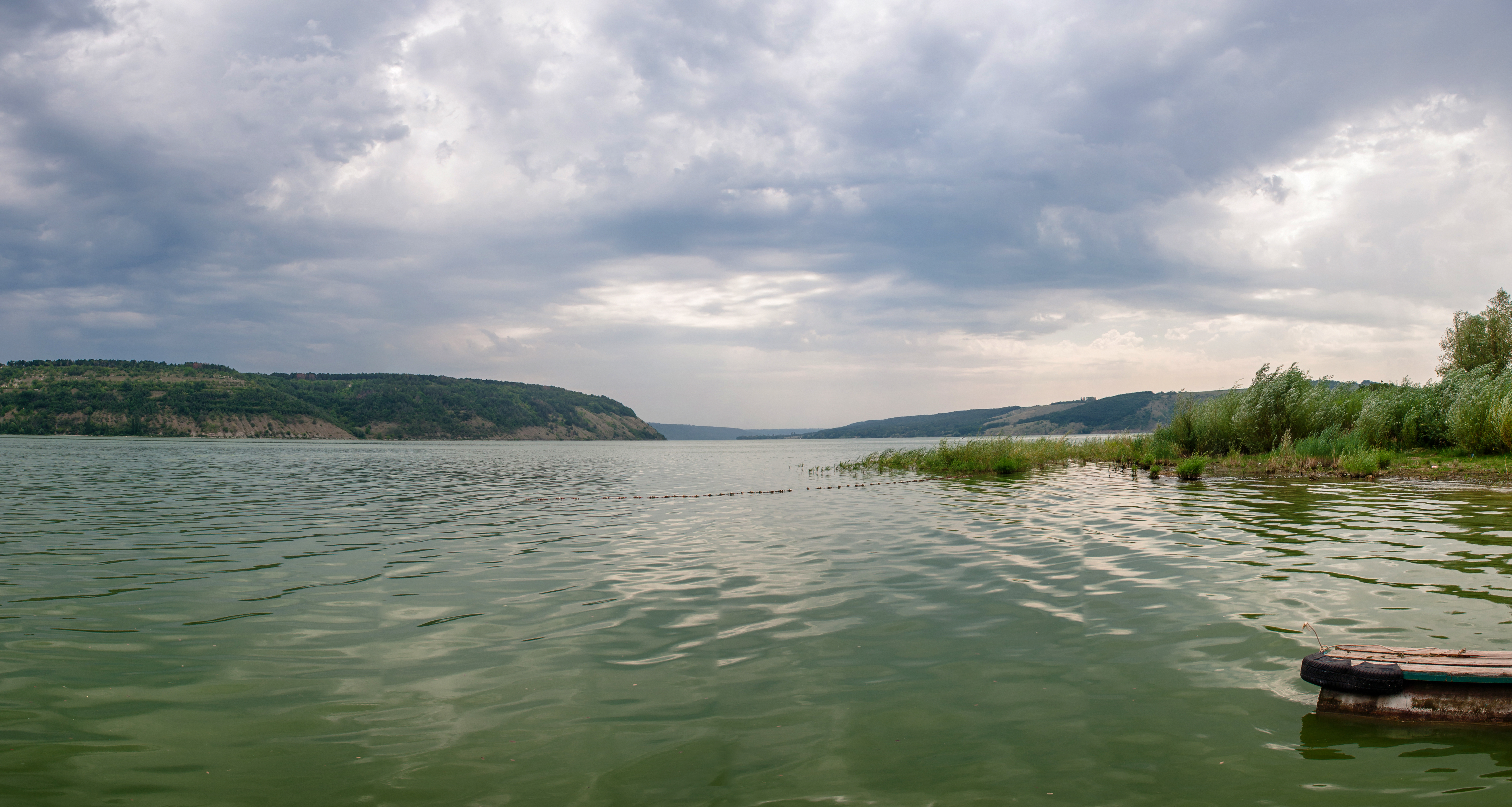
Вид з берега Стара Ушиця